# Терн, Валентина Георгиевна
Валентина Георгиевна Терн (эст. Valentine Tern; 1927—2001) — советская эстонская певица, актриса театра и кино.

## Биография
Родилась 10 декабря 1927 года. Актриса театра «Ванемуйне» (Тарту).
Умерла в мае 2001 года.

## Творчество
- 1951 — Свет в Коорди — Айно
- 1956 — «Peibutuslaul» А. Хинт — Рийна; «Только мечта» Б. В. Кырвера — Ирма

## Награды и премии
- Медаль «За трудовое отличие» (30 декабря 1956) — за выдающиеся заслуги в развитии эстонского искусства и литературы и в связи с декадой эстонского искусства и литературы в г. Москве[1]
- Сталинская премия третьей степени (1952) — за исполнение роли Айно в цветной кинокартине «Свет в Коорди» (1951) производства киностудии «Ленфильм» и Таллинской киностудии.